# Années 1890 av. J.-C.
Les années 1890 av. J.-C. couvrent les années de 1899 av. J.-C. à 1890 av. J.-C.

## Évènements

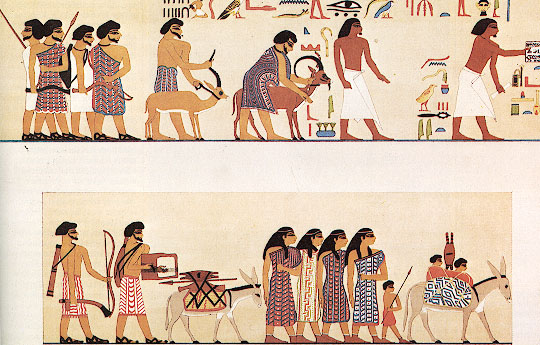
Groupe d'asiatiques entré en Égypte l'an six du règne de Sésostris II. Tombe de Khnumhotep à Beni Hasan.

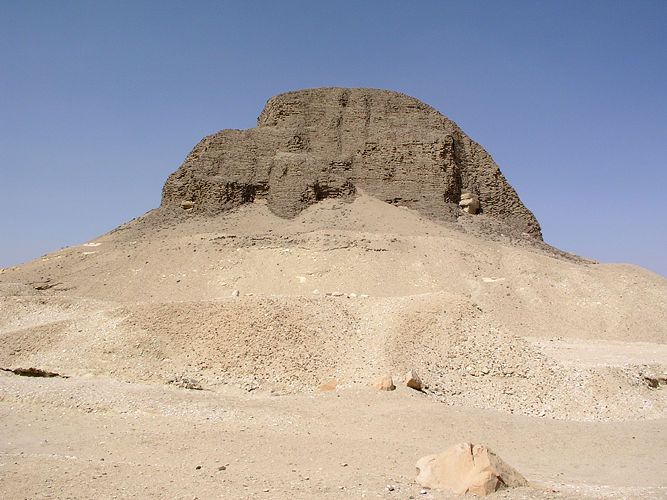
Pyramide de Sésostris II à Illahoum

- 1897 (ou 1895[1]) av. J.-C. : début du règne de Sésostris II en Égypte (fin en 1878 av. J.-C.)[2]. Il commence les travaux d’irrigation du Fayoum et établit sa capitale à Illahoun pour mieux les surveiller. Au cours de son règne, le gouverneur Khnumhotep de Beni Hasan reçoit un Asiatique du nom de Abisha accompagné de sa suite, désigné comme cheikh des régions hautes.
- 1896 av. J.-C.[3] : Ur-Ninurta d’Isin est vaincu et tué par Abi-sarê de Larsa[4].
- 1895 av. J.-C.[3] : début du règne de Bur-Sîn, roi d’Isin (fin en 1874 av. J.-C.)[5].
- 1894 av. J.-C. : 
  - début du règne de Shilhaha roi d’Anshan et de Suse de la dynastie Sukkalmah[6].
  - début du règne Sumu-El, roi de Larsa (fin en 1866 av. J.-C.)[5].
  - un prince Amorrite, Sumu-abum, s’installe à Babilim (Babylone), petite ville à 20 km de Kish et d’Agadé, dans le « goulet » mésopotamien dont-il fait une principauté indépendante avec certains pouvoirs sur les villes voisines, parmi lesquelles Sippar au nord et Dilbat au sud. Les Babyloniens mettent plus d’un demi-siècle à s’emparer du pays d’Akkad (fin de règne en 1881 av. J.-C.)[5].